# Inverell Airport
Inverell Airport är en flygplats i Australien. Den ligger i kommunen Inverell och delstaten New South Wales, i den sydöstra delen av landet, omkring 440 kilometer norr om delstatshuvudstaden Sydney.
Trakten runt Inverell Airport är nära nog obefolkad, med mindre än två invånare per kvadratkilometer.. Närmaste större samhälle är Inverell, omkring 13 kilometer norr om Inverell Airport.
I omgivningarna runt Inverell Airport växer huvudsakligen savannskog. Genomsnittlig årsnederbörd är 880 millimeter. Den regnigaste månaden är januari, med i genomsnitt 134 mm nederbörd, och den torraste är april, med 36 mm nederbörd.